# Джулио Чезаре да Варано

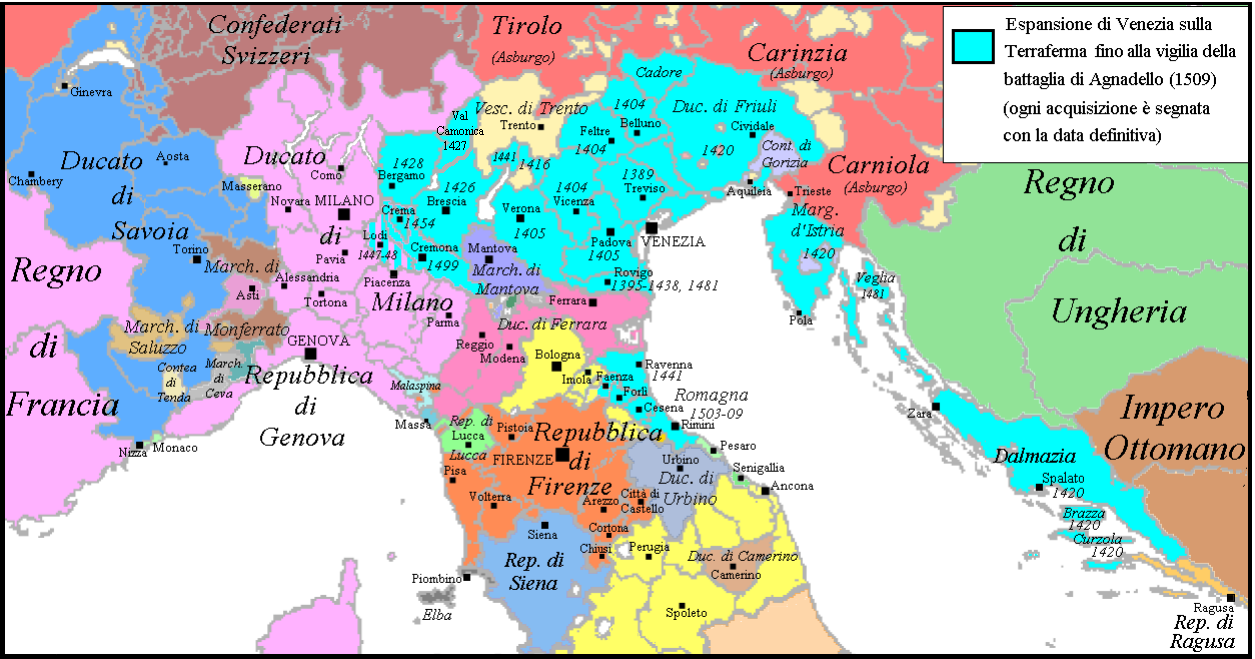
Синьория Камерино (снизу коричневым)

Джулио Чезаре да Варано (Giulio Cesare da Varano) (1430/34 — 1502) Пергола — итальянский кондотьер, сеньор Камерино.
Сын Джованни II да Варано, убитого в 1434 году в результате заговора. Жил в Фабриано и Кьявелли у своей тётки Торы Тринчи, дочери Родольфо III да Варано, затем в Фаэнце у других родственников.
В 1444 году с помощью Карло Фортебраччи, сына Браччо да Монтоне, смог вернуться в Камерино и был провозглашён сеньором города.
В 1447 году назначен викарием Церкви вместе со своим двоюродным братом Рудольфом IV. Но папа Николай V, учитывая их юный возраст, поручил управление городом Элизабетте Малатесте, дочери Галеаццо Малатеста, вдове Пьерджентиле да Варано.
С 1469 г. на военной службе у римских пап Павла II и Сикста IV, с 1482 — у королевства Арагон.
В 1490-е гг. генералкомендант Венеции в её войне с папой.
Основал монастырь Санта-Кьяра.
В 1502 году в Камерино вторгся Чезаре Борджа. Джулио был схвачен и помещён в крепость Пергола, где был задушен Микелотто Корелья, кондотьером Борджа. Та же участь постигла троих его детей.
Жена (с 1451) — Джованна Малатеста (1444—1511), дочь Сиджизмондо Пандольфо Малатеста. Дети:
- Джованни Мария (1481—1527), сеньор и герцог Камерино;
- Венанцио (1476—1502), убит вместе с отцом.

Внебрачные дети:
- Пирро (1486—1502), убит вместе с отцом;
- Аннибале, убит вместе с отцом
- Камилла (1458—1524), монахиня, святая Римской Католической церкви.